# Damil
Damil je vrch mezi Tetínem a Berounem v Hořovické pahorkatině. Jeho nadmořská výška je 396 metrů. Na jižní a východní straně se těžil vápenec, a proto jsou zde vidět četné skalní odkryvy. Těžba kamene zde probíhala od středověku, a místní vápenec byl použit jak na stavbu budovy radnice v Berouně, tak i na terezínskou pevnost. Na vrchol vede odbočka ze žlutě značené turistická trasy z Tetína k Zavadilce. Podle Jana Axamita se v raném středověku na vrcholu nacházelo strážiště, nebo dokonce hradiště, související s nedalekým, níže položeným tetínským hradištěm.